# Uranotaenia annulata
Uranotaenia annulata är en tvåvingeart som beskrevs av Theobald 1901. Uranotaenia annulata ingår i släktet Uranotaenia och familjen stickmyggor. Inga underarter finns listade i Catalogue of Life.